# Exklusiv
Exklusiv – magazyn poświęcony pop kulturze i modzie, wydawany przez grupę Valkea Media od 2003 do 2013 roku. Ostatnim redaktorem naczelnym był Tomasz Kin.
Na łamach magazynu umieszczane były zdjęcia z sesji fotograficznych. Wśród autorów wydania papierowego znajdowali się m.in.: Ola Salwa, Jacek Skolimowski, Marcin Sendecki, Jakub Żulczyk. Redakcję internetową tworzyli Patrycja Orłowska i Aleksander Hudzik.
W październiku 2013 roku wydawca zapowiedział, że grudniowy numer będzie ostatnim, a poszczególne jego działy mają zostać połączone z bezpłatnym miesięcznikiem Aktivist.